# FC Fredericia
FC Fredericia (pełna nazwa: Fodbold Club Fredericia af 1991) – duński klub piłkarski z miasta Fredericia, założony w 1991 roku, grający w Superligaen.

## Historia
Klub powstał w styczniu 1991 roku w wyniku współpracy zespołów Fredericia Ff i Fredericia KFUM. Oba kluby zachowały jednak swoje struktury i występowały w niższych ligach duńskich. Niedługo później nowy zespół zadebiutował w 2. division. W 1995 roku wywalczył awans do 1. division, z której spadł dwa lata później. W 1999 roku ponownie awansował do drugiej ligi duńskiej, jednak w 2000 roku ponownie nie utrzymał się w niej. W 2002 roku Fredericia Ff wycofała się z projektu, więc FC Fredericia pozostała profesjonalną sekcją klubu Fredericia KFUM.
W 2001 roku zespół awansował do 1. division, w której występował nieprzerwanie do 2025 roku. W sezonie 2024/25 wywalczył pierwszy w historii awans do najwyższej klasy rozgrywkowej, Superligaen.
Największym sukcesem klubu w Pucharze Danii jest półfinał rozgrywek osiągnięty w 2018 oraz 2024 roku.

## Skład na sezon 2024/2025
Stan na 11 września 2024
| Nr | Poz. | Piłkarz                                     |
| -- | ---- | ------------------------------------------- |
| 1  | BR   | Mattias Lamhauge                            |
| 2  | OB   | Daniel Thøgersen                            |
| 3  | OB   | Adam Nygaard (wypożyczony z FC Midtjylland) |
| 4  | OB   | Jeppe Kudsk                                 |
| 5  | OB   | Frederik Rieper                             |
| 6  | PO   | Felix Winther                               |
| 7  | PO   | Gustav Marcussen                            |
| 8  | PO   | Jakob Vestergaard Jessen                    |
| 9  | NA   | Patrick Egelund                             |
| 10 | PO   | Emilio Simonsen                             |
| 11 | PO   | Moses Opondo                                |
| 13 | PO   | William Madsen                              |

| Nr | Poz. | Piłkarz                                                  |
| -- | ---- | -------------------------------------------------------- |
| 14 | OB   | Anders Dahl (wypożyczony z Silkeborg IF)                 |
| 15 | OB   | Oscar Fuglsang (wypożyczony z Silkeborg IF)              |
| 16 | NA   | Asbjørn Bøndergaard (wypożyczony z Silkeborg IF)         |
| 17 | OB   | Daníel Freyr Kristjánsson (wypożyczony z FC Midtjylland) |
| 18 | OB   | Jesper Juelsgård (kapitan)                               |
| 19 | NA   | Eskild Dall                                              |
| 20 | PO   | Daniel Haarbo                                            |
| 21 | PO   | Jonatan Lindekilde (wypożyczony z FC Midtjylland)        |
| 23 | BR   | Mads Eriksen                                             |
| 90 | BR   | Valdemar Birksø                                          |
| 97 | NA   | Oscar Buch                                               |
| 98 | NA   | Agon Muçolli                                             |

## Trenerzy klubu od 2002
Opracowano na podstawie:
| Imię i nazwisko   | Okres pracy | Okres pracy |
| ----------------- | ----------- | ----------- |
| Ole Fritsen       | 01.07.2002  | 30.06.2005  |
| Jan Vingaard      | 01.07.2005  | 31.12.2008  |
| Peter Sørensen    | 01.01.2009  | 30.06.2010  |
| Thomas Thomasberg | 01.07.2010  | 08.04.2013  |
| Steen Thychosen°  | 09.04.2013  | 30.06.2013  |
| Nicolai Wael      | 01.07.2013  | 14.04.2015  |

| Imię i nazwisko | Okres pracy | Okres pracy |
| --------------- | ----------- | ----------- |
| Peter Sørensen  | 14.04.2015  | 30.06.2015  |
| Ove Pedersen    | 01.07.2015  | 24.11.2015  |
| Jesper Sørensen | 10.12.2015  | 30.06.2018  |
| Jonas Dal       | 01.07.2018  | 23.08.2020  |
| Michael Hansen  | 30.08.2020  | obecnie     |

° – trener tymczasowy